# Ellora
Ellora is een oud dorp 30 km verwijderd van de stad Aurangabad in het district Aurangabad, in de Indiase staat Maharashtra, beroemd om zijn prachtige rotsarchitectuur bestaande uit ruim honderd grotten, waarvan er 34 toegankelijk zijn: boeddhistische (grotten nrs. 1-12), hindoeïstische (grotten nrs. 13-29) en jaïnistische (grotten nrs. 30-34) grottempels en kloosters gebouwd tussen de 6e en 10e eeuw na Christus. Deze structuren werden opgegraven uit het basalt van het verticale deel van de Charanandri-heuvels. De co-existentie van structuren van drie verschillende godsdiensten toont de overwegend godsdienstige tolerantie aan.
Deze grotten van Ellora zijn in 1983 door UNESCO tot werelderfgoed verklaard.

## Fotogalerij

Ellora
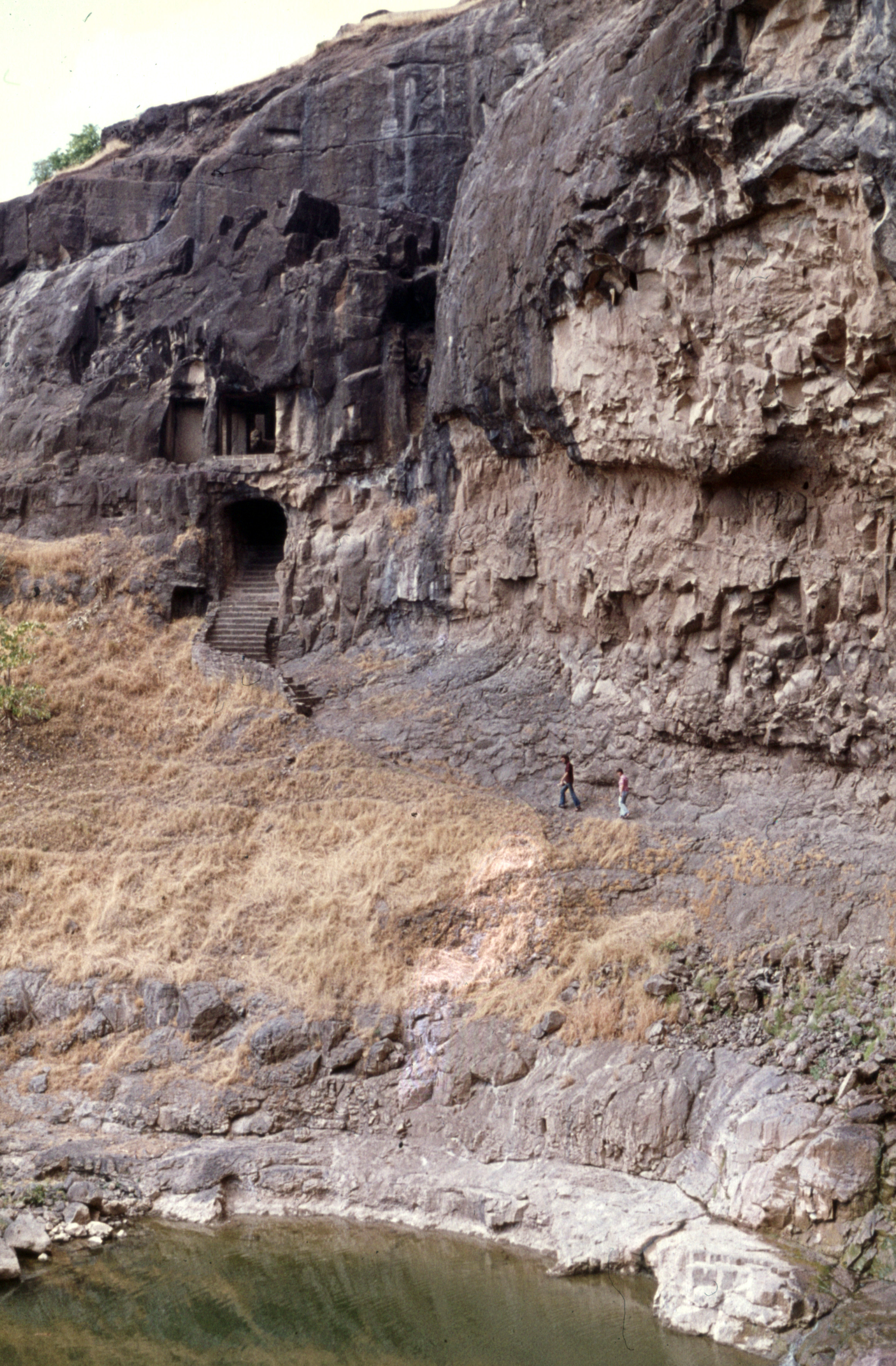
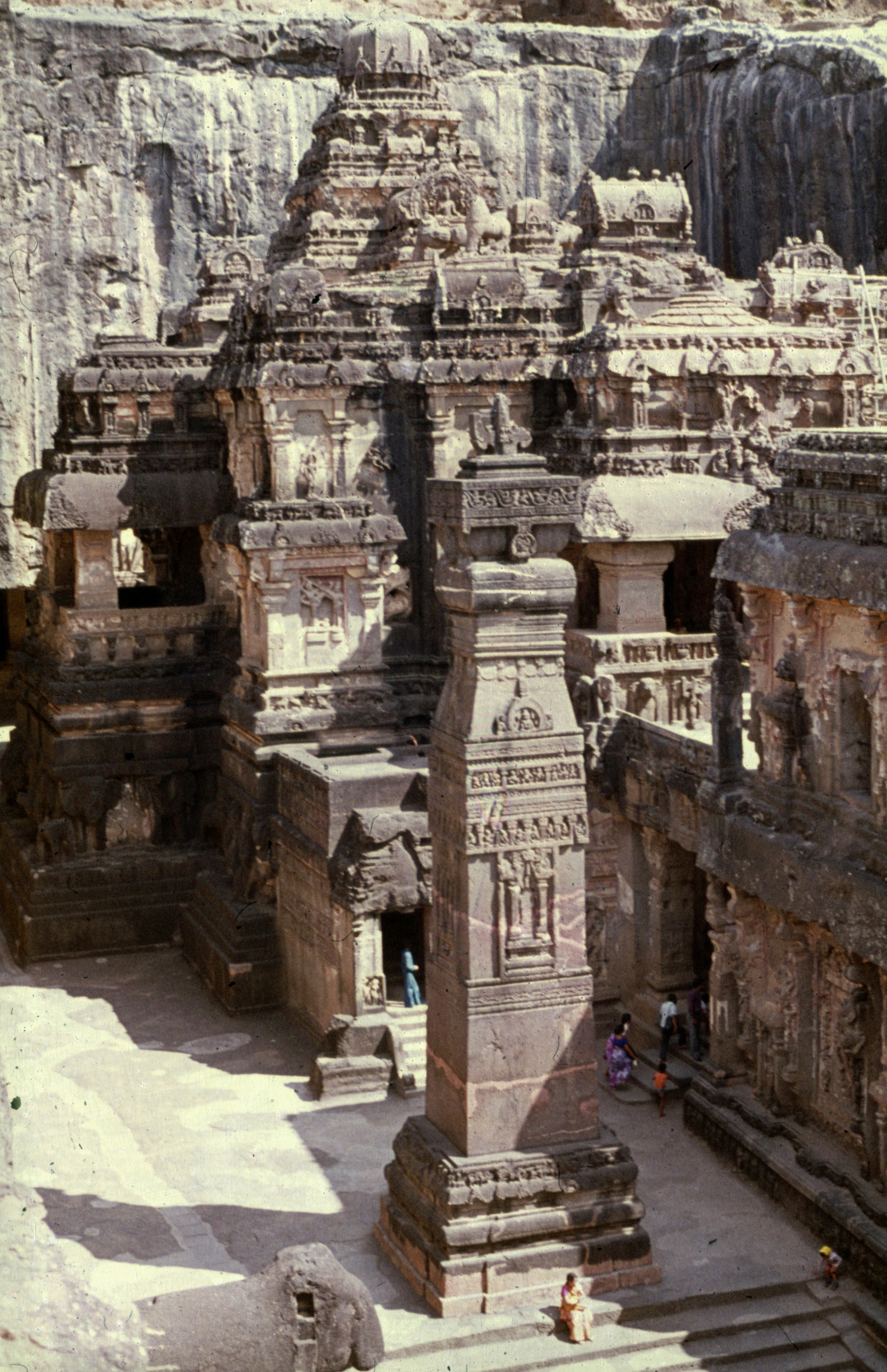
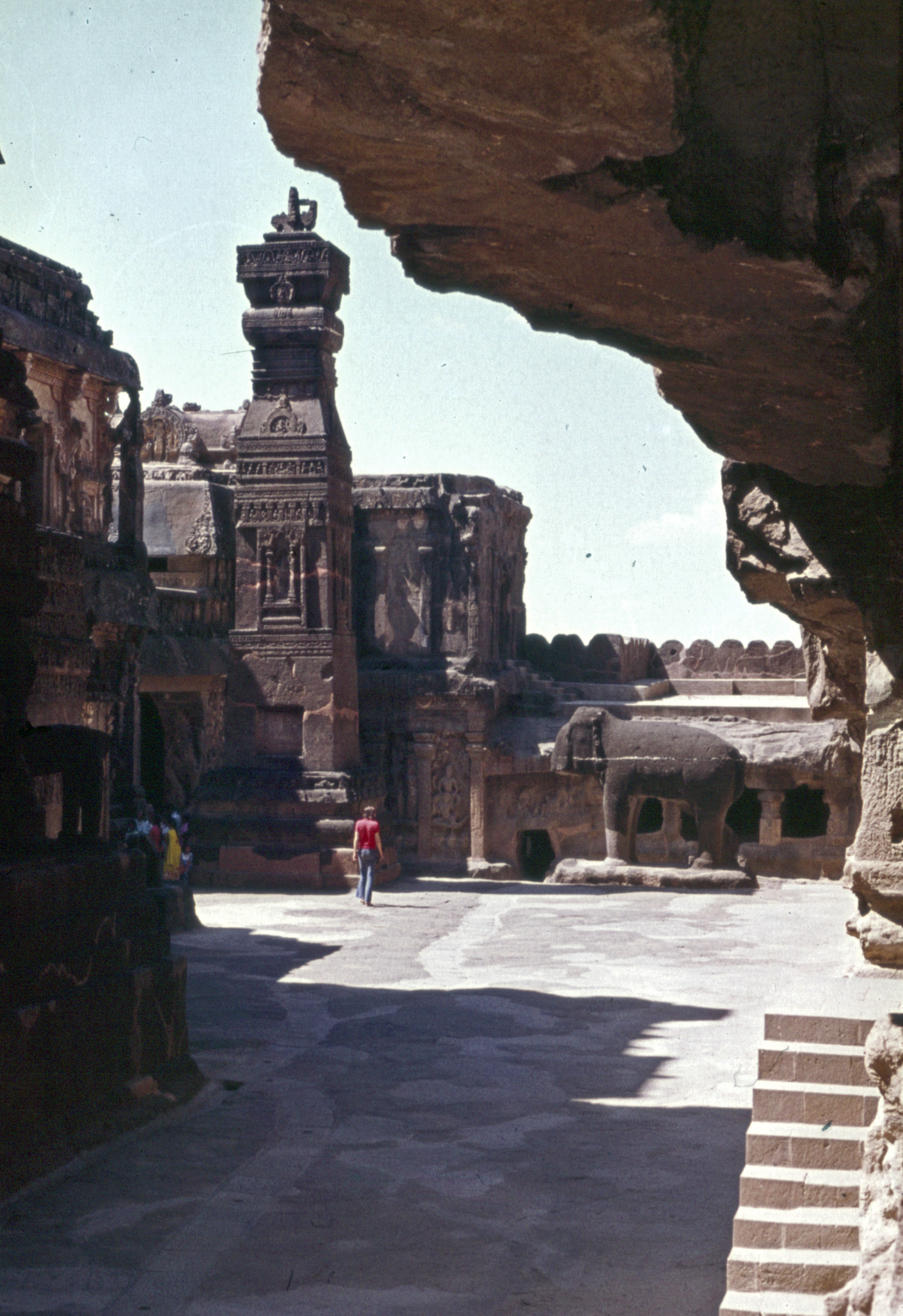
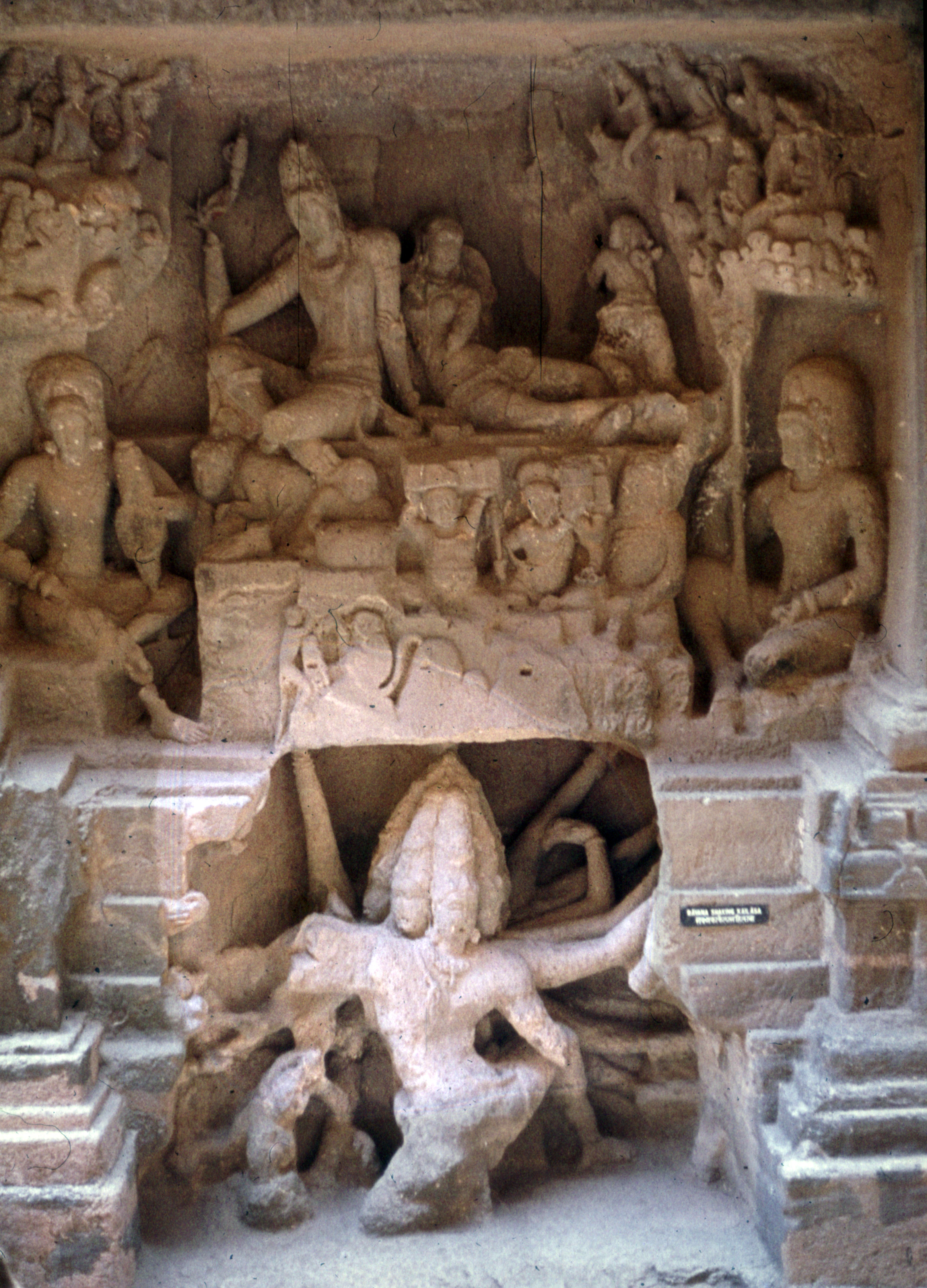
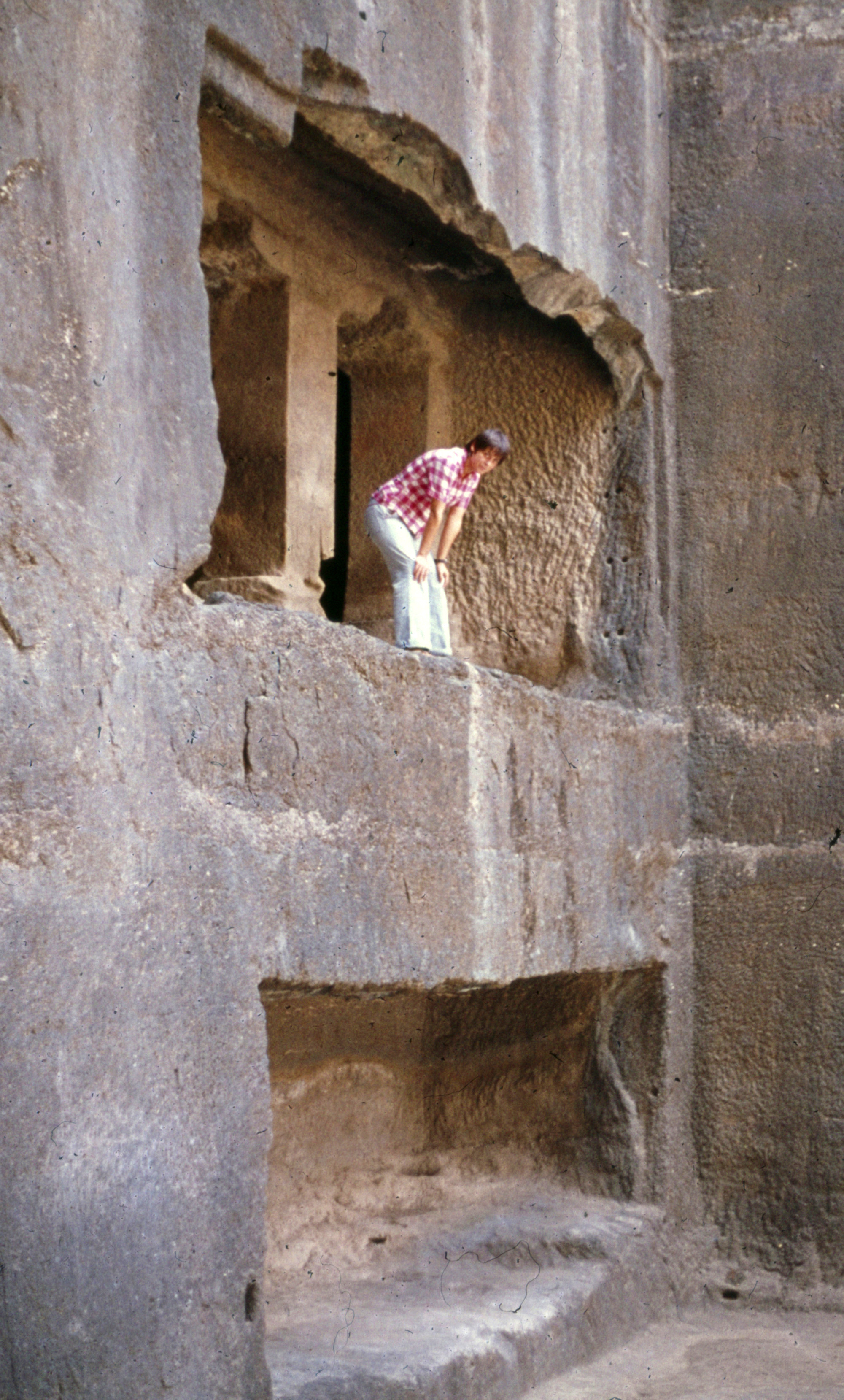
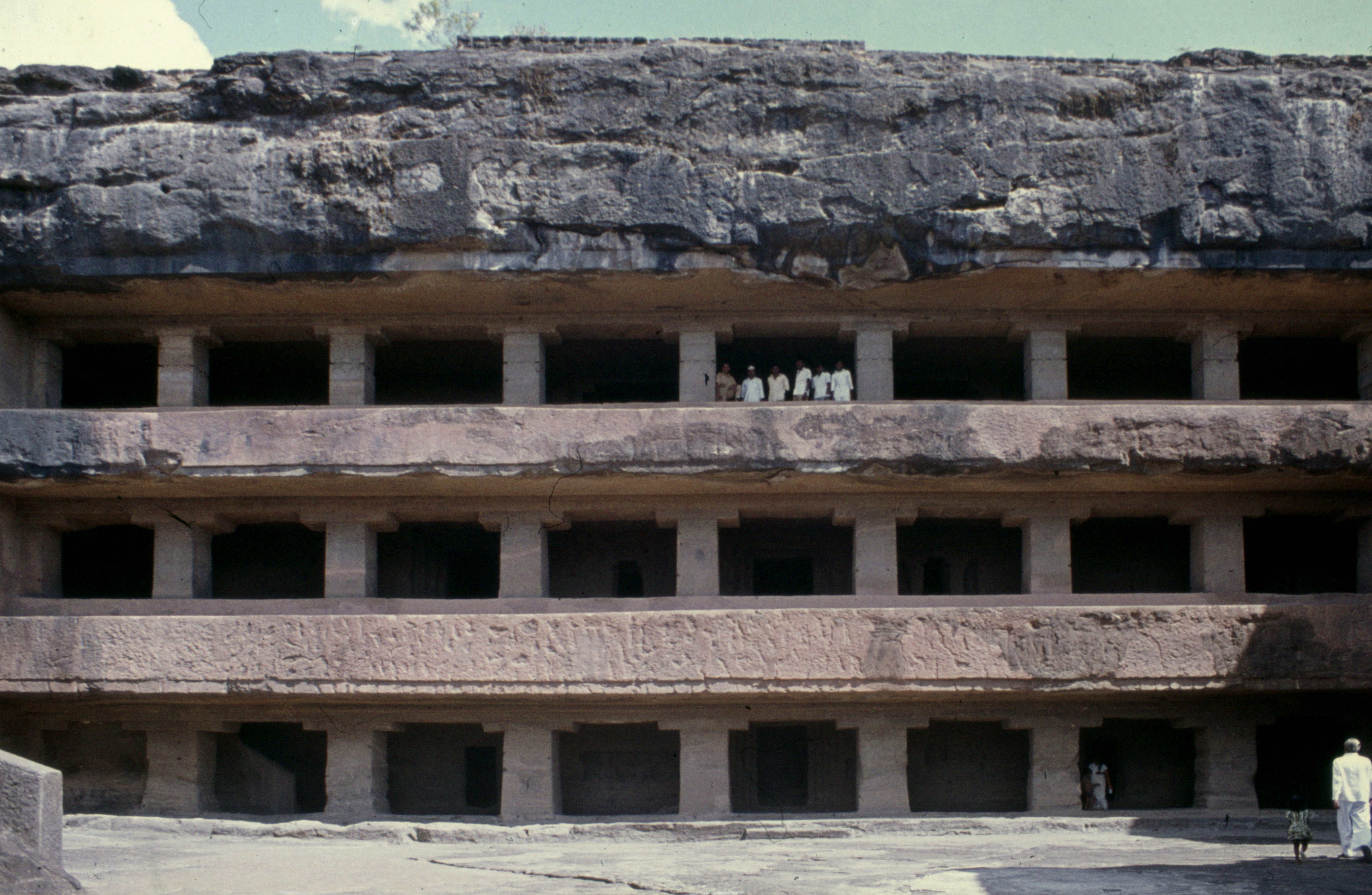
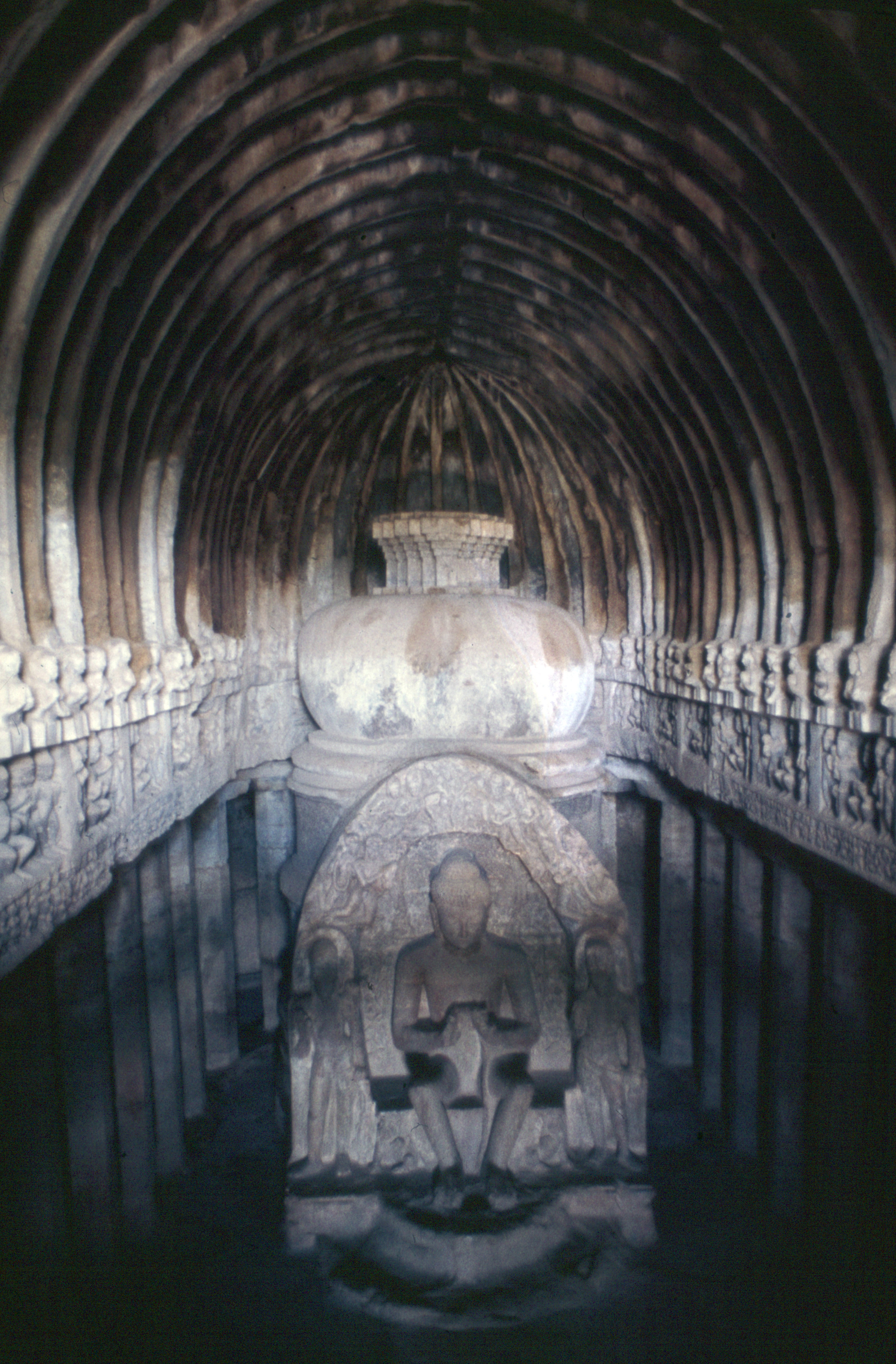
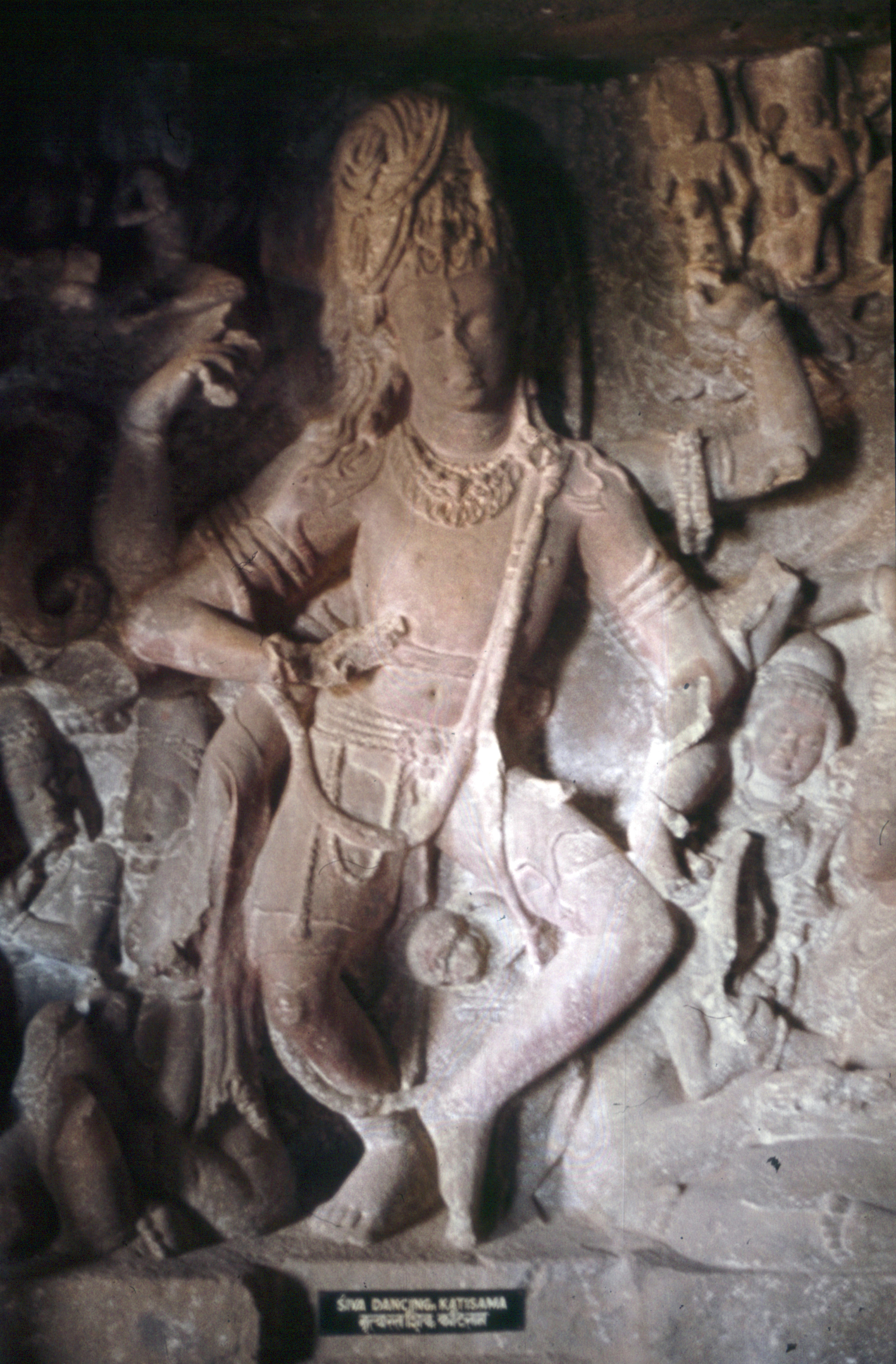